# Elemento de tubo crivado

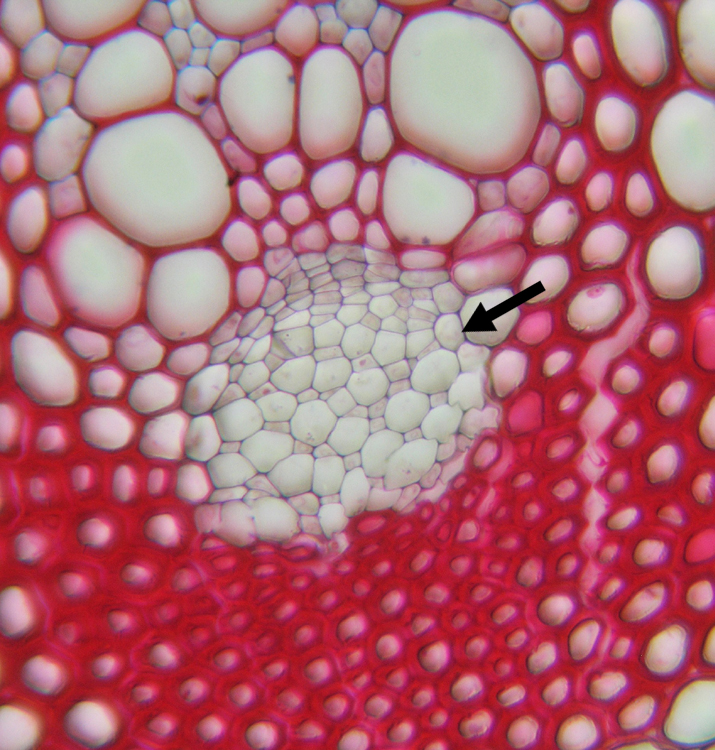
Tecido floema de um caule.

Elementos de tubo crivado são células do floema condutoras de seiva elaborada. Formam tubos crivados longos, que transportam substâncias das fontes (tecidos produtores) até os tecidos de consumo ou armazenamento . Possuem geralmente células companheiras adjacentes .
Têm paredes macias que freqüentemente colapsam depois de morrerem, e desta maneira raramente são preservadas como fósseis.